# Darkstar Linux
DARKSTAR Linux este o distribuție GNU/Linux românească bazată pe Slackware și creată special pentru utilizarea ca desktop. Ea se adresează în primul rând de către cei ce nu au o experiență anterioară în utilizarea unui sistem de operare Linux. Autorii săi susțin că sistemul a fost conceput pentru a fi ușor de instalat, configurat și utilizat.
Ultima versiune a sistemului este 2008.1, apărută la începutul anului 2008. Această versiune a primit o serie de cronici negative, principalele defecte remarcate fiind lipsa mediului grafic Gnome și  suportul hardware necorespunzător.